# Тамер Альтунсі
Тамер Альтунсі (нар. 23 червня 1972, Дамаск) — український та сирійський громадський діяч, підприємець, дипломат, почесний Генеральний консул України в місті Алеппо, Сирія.

## Біографія
Народився 1972 року в Сирійській Арабській Республіці.
У 1994 році в Одесі зареєстрував компанію «Філтекс ЛТД», яка займається торгівлею одягом і текстильними товарами. Від того часу мешкає в Одесі.
З 1998 року очолює сирійське інформаційне агентство «Сана», яке висвітлювало політичні процеси в Україні і виконувало роль дипломатичного представництва Сирії.
З 2001 року Тамер Альтунсі був почесним Генеральним консулом України в місті Алеппо. У 2016 році тимчасово перебував у місті Бейрут. Міністерство закордонних справ України відзначало, що він забезпечував евакуацію громадян України на Батьківщину в умовах, що загрожували їхньому життю під час військового конфлікту на території Сирії. Зокрема, Альтунсі працював над поверненням українського екіпажу судна «Старшина Деров Н. Г.» до України.
28 травня 2019 року Володимир Зеленський прийняв до громадянства України Тамера Альтунсі як особу, яка має визначні заслуги перед державою.
Альтунсі також займається благодійною діяльністю в Україні, зокрема опікується Будинком дитини при Одеському міському відділі охорони здоров'я, співпрацює з благодійним фондом «З теплом у серці» у Києві.
В червні 2022 року Україна розірвала дипломатичні відносини з Сирією, однак у 2024 році після повалення режиму Асада Тамер Альтунсі відновив діяльність почесного Генерального консула в Дамаску.

## Нагороди
- нагрудний знак МЗС «За відданість дипломатичній службі» (2018)[8];
- орден князя Ярослава Мудрого V ступеня (22 серпня 2016) — за вагомий особистий внесок у зміцнення міжнародного авторитету Української держави, популяризацію її історичної спадщини і сучасних надбань та з нагоди 25-ї річниці незалежності України[10];
- нагрудний знак МЗС «За сумлінну службу» (2014)[11];
- орден «За заслуги» III ступеня (18 серпня 2009) — за вагомий особистий внесок у зміцнення міжнародного авторитету України, популяризацію її історичної спадщини і сучасних досягнень та з нагоди 18-ї річниці незалежності України.[12]